# تشارلي بلامر
تشارلي بلامر (بالإنجليزية: Charlie Plummer)‏ هو ممثل أمريكي، ولد في 24 مايو 1999 في الولايات المتحدة.

## أعمال

### أفلام
- (2017) كل المال في العالم
- (2020) كلمات على جدران الحمام

## وصلات خارجية
- تشارلي بلامر على موقع IMDb (الإنجليزية)
- تشارلي بلامر على موقع ألو سيني (الفرنسية)
- تشارلي بلامر على موقع قاعدة بيانات الفيلم (الإنجليزية)